# Оскар Гаре
Оскар Гаре (на испански: Oscar Garré) е аржентински футболист, защитник и треньор.

## Кариера
Гаре започва професионалната си кариера през 1974 г. във Феро Карил, с който става 2 пъти аржентински шампион през 1982 и 1984 г. След това преминава в Уракан, за който играе 18 мача, а през следващата година се завръща във Феро Карил. От 1989 до 1994 г. той играе за този клуб. Общо за него има 581 мача, като отбелязва 16 гола. През 1994 г. отива в Израел, където играе 2 години за Апоел (Кфар Сава) и Апоел (Бер Шева).
В националния отбор Гаре прави своя дебют през 1983 г. На Световното първенство през 1986 г. играе 3 мача от груповата фаза и на 1/8 финалите. В четвъртфиналите, полуфиналите и финала остава на пейката. Общо за националния отбор има 37 мача.

## Отличия

### Отборни
Феро Карил
- Примера дивисион: 1982 (Н), 1984 (Н)

### Международни
Аржентина
- Световно първенство по футбол: 1986